# Kipptischuntersuchung

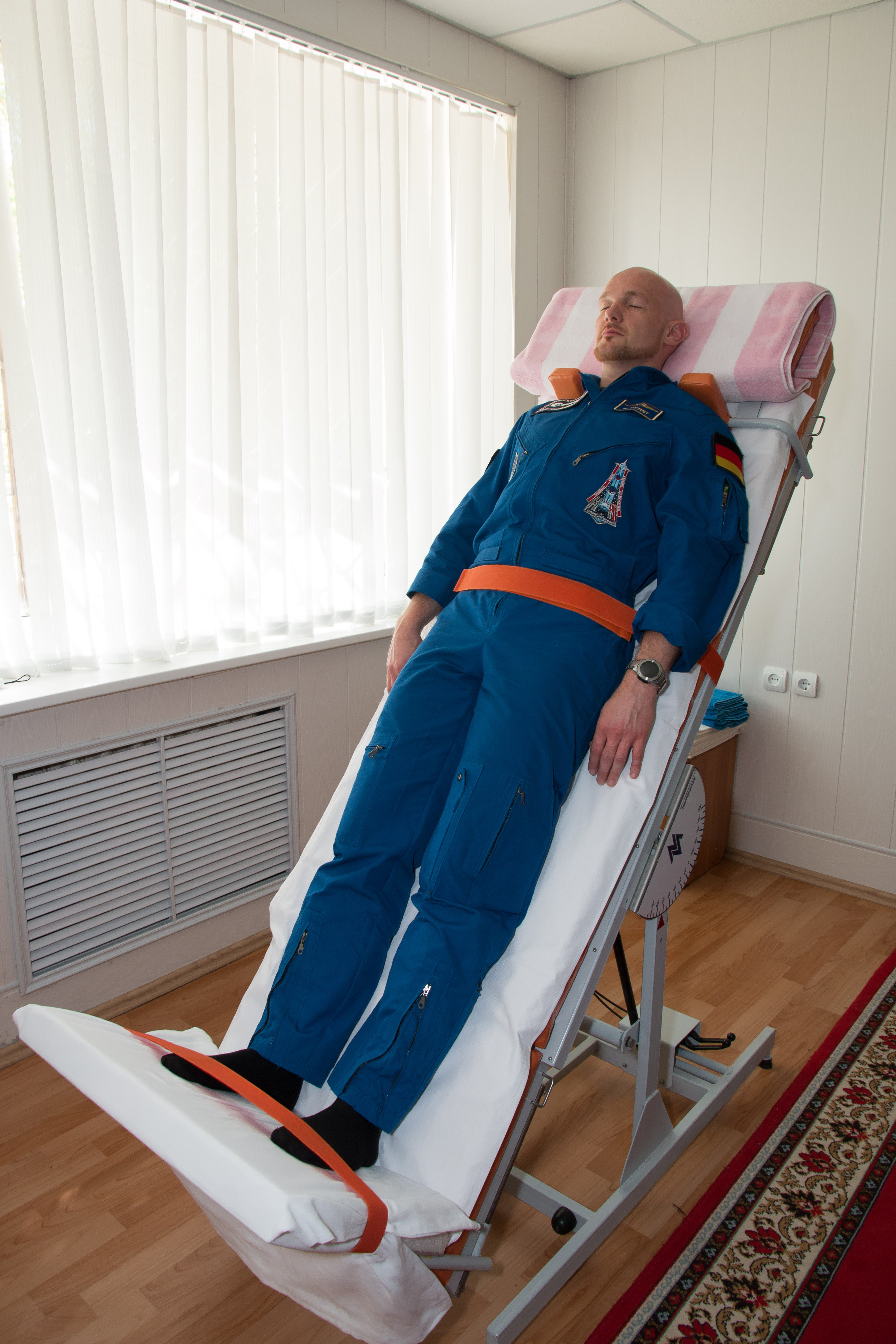
Alexander Gerst auf einem Kipptisch im Rahmen der Untersuchungen vor einem Raumflug. Die Neigung kann an der Seite abgelesen werden. An den Schultern befinden sich Polster, um ein Abrutschen bei negativen Neigungswinkeln zu verhindern. Bei klinischen Untersuchungen sind üblicherweise weitere Befestigungen angebracht, um ein Vorkippen des Oberkörpers bei Bewusstseinsverlust zu verhindern.

Die Kipptischuntersuchung (auch Tilt-Test) ist ein Untersuchungsverfahren in der Humanmedizin. Sie ermöglicht die Beurteilung der Anpassung des Blutdrucks an passive Lageänderungen des Patienten und kann eine orthostatische Hypotonie (fehlende Anpassung des Blutdrucks an schnelle Lageänderungen) oder vasovagale Synkopen (Ohnmacht etwa nach einem längeren Zeitraum in aufrechter Position) als Ursache wiederholter plötzlicher Bewusstlosigkeit (Synkope) aufklären helfen. Ursache einer orthostatischen Dysregulation kann eine Fehlsteuerung des Herzens, der Blutgefäße oder ein Funktionsverlust des vegetativen Nervensystems sein.

## Indikation
Synkopen sind häufige Ereignisse in der Allgemeinbevölkerung. Bei älteren Personen liegt die Inzidenz bei 6 % pro Jahr, 1/3 davon erleiden mehrere Synkopen hintereinander. Die Gefahren und Folgen von daraus resultierenden schweren Verletzungen sind evident.
Eine umfassende Diagnostik ermöglicht in bis zu 70 % der Fälle, die Ursache von Synkopen zu klären. Bei einigen Ursachen können Maßnahmen gegen ein Rezidiv die Morbidität und Mortalität günstig beeinflussen. Eine Kipptischuntersuchung wird in der Regel durchgeführt, wenn die vorhergehenden Untersuchungen wie Echokardiographie, Ergometrie, Langzeit-Blutdruckmessung, Langzeit-EKG und einfache Kreislauftests kein schlüssiges Ergebnis erbracht haben.
Die Kipptischuntersuchung kann Hinweise für die Klassifikation der Synkope ergeben, ohne diese unbedingt auslösen zu müssen.

## Durchführung
Das Prinzip der Kipptischuntersuchung beruht darauf, die Pathomechanismen, die zur erlebten Synkope geführt haben, unter kontrollierten Bedingungen nachzuvollziehen. Der auf einem speziellen Untersuchungstisch gesicherte Patient wird dazu aus dem waagerechten Liegen langsam auf 60–70° „aufgekippt“, wobei es zu einem „Versacken“ des Blutes in den unteren Extremitäten kommt (venöses Pooling). Dadurch steht dem Herzen weniger Blut zur Verfügung, das Schlagvolumen nimmt ab und es kommt zum Blutdruckabfall. Um die dadurch ausgelösten Kompensationsmechanismen beurteilen zu können, werden während des Versuchs regelmäßig Blutdruck und Herzfrequenz bestimmt. Anhand dessen kann zwischen normaler und krankhafter Kreislaufreaktion unterschieden und bei einigen Patienten eine spezifische Behandlung eventueller Kreislaufreaktionsschwächen ermöglicht werden. Genügt das „Aufkippen“ nicht, um einen Kreislaufstress auszulösen, kann zusätzlich eine pharmakologische Provokation mit Nitroglycerin durchgeführt werden („Italienisches Protokoll“).
Beim gesunden Probanden kommt es nach dem „Aufkippen“ zu einem kurzzeitigen Blutdruckabfall, der über die Aktivierung von Barorezeptoren eine Engstellung der Gefäße und eine Steigerung der Herzfrequenz nach sich zieht. Ist diese Reaktion gestört, wird der Blutdruckabfall nicht ausreichend kompensiert und es kommt zur Bewusstlosigkeit (positives Testergebnis). Von einer sekundären Fehlregulation oder neurokardiogenen Dysregulation spricht man, wenn der Kompensationsmechanismus zunächst erfolgreich war, es aber verzögert zu einem Blutdruckabfall kommt. Weiter wird hier unterschieden in einen kardioinhibitorischen Typ, bei dem Blutdruck und Herzfrequenz abfallen, und einen vasodepressorischen Typ, bei dem die Herzfrequenz unbeeinträchtigt bleibt.
Für ein positives Test-Ergebnis kann es mehrere Ursachen geben. Um nachvollziehen zu können, ob ein Absacken des Blutdrucks oder der Herzfrequenz zur Bewusstlosigkeit geführt hat, wird in moderneren Durchführungsprozeduren der Blutdruck kontinuierlich während des Experiments gemessen. Werden diese Daten protokolliert, kann der Test bereits während der Präsynkope als positiv abgebrochen werden. Auf diese Weise wird die Synkope und damit verbundene potentielle Komplikationen vermieden.

## Komplikationen
Insgesamt ist die Kipptischuntersuchung sehr sicher. Es gibt keine Berichte über Todesfälle durch die Untersuchung. Das Auftreten einer Synkope wird als positives Testergebnis und nicht als Komplikation gewertet. Dabei kann es, abhängig von der Art der Dysregulation, zu einem starken Abfall der Herzfrequenz bis hin zur selbstlimitierenden Asystolie kommen. Unter pharmakologischer Provokation kann es in seltenen Fällen zu weiteren Nebenwirkungen kommen.